# 芒特奧利夫鎮區 (新澤西州)
芒特奧利夫鎮區（英語：Mount Olive Township）是位於美國新澤西州摩里斯縣的一個鎮區。

## 地方資料
芒特奧利夫鎮區的面積為80.92平方千米，當中陸地面積為76.71平方千米，而水域面積為4.21平方千米。根據2020年美國人口普查的數據，當地共有人口28886人，而人口密度為每平方千米356.97人。